# Induttore enzimatico
Un induttore enzimatico consiste in una molecola, di natura farmacologica o non, che fa sì che l'attività metabolica di un enzima venga aumentata. È possibile che ciò avvenga in due modi: l'enzima può attivarsi, in seguito al legame con l'induttore, oppure può essere aumentata l'espressione del gene, da cui deriva l'enzima. Da un punto di vista formale, lo si può considerare l’opposto di un inibitore enzimatico. Proprio come quest’ultimo, anche un induttore è in grado di variare la cinetica di Michaelis-Menten dell’enzima.

## Genetica
Gli induttori svolgono un ruolo cruciale negli operoni inducibili, scoperti dai genetisti molecolari francesi Jacques Monod e François Jacob, i quali ricevettero nel 1965 il premio Nobel per la fisiologia o la medicina per i loro studi rivoluzionari. In particolare, un operone consiste in un'unità di regolazione dell'espressione genica, presente frequentemente negli organismi procarioti, più raramente negli eucarioti. Negli operoni inducibili, esternamente all'operone, si trova un gene regolatore, il quale è responsabile della produzione di una proteina, detta repressore. Quest'ultima si lega al filamento di DNA, impedendo alla RNA polimerasi di scorrere lungo l'operone e, dunque, di trascrivere i geni ivi contenuti. Tuttavia, nel caso in cui sia presente un induttore, questo si lega al repressore, modificandone la conformazione. In tale modo, il complesso induttore-repressore non è più in grado di legarsi all'operatore e, conseguentemente, la RNA polimerasi trascriverà i vari geni. La funzione dell'induttore è, pertanto, quella di aumentare l'espressione genica. Un esempio di operone inducibile è l’operone lac, il quale è lo stesso analizzato da Monod e Jacob nei loro esperimenti. Si tratta di un operone presente nelle cellule di Escherichia coli, che regola la produzione di un gruppo di enzimi, impegnati nel catabolismo del lattosio. In questo caso, l’induttore è l’allolattosio, un isomero del lattosio prodotto dalla β-galattosidasi, una volta che il lattosio è entrato nella cellula. Per quanto riguarda le vie cataboliche, infatti, gli induttori sono quasi sempre i substrati della stessa via. Un ulteriore esempio di induttore è l'arabinosio, nel caso dell'operone ara, il quale codifica gli enzimi coinvolti nel metabolismo dell'L-arabinosio. Tuttavia, gli induttori possono anche legarsi ad attivatori, alterandone la conformazione. Il complesso attivatore-induttore, così formatosi, si lega ad una sequenza di attivazione, causando l'attivazione del gene bersaglio. Tale fenomeno avviene nello stesso operone lac, il quale è anche soggetto ad un controllo positivo. Infatti, se la concentrazione di AMP ciclico o cAMP (induttore) all’interno della cellula è elevata, il che avviene quando la concentrazione di glucosio è bassa, tale molecola si lega alla proteina attivatrice del catabolismo o CAP. Il complesso così formatosi si lega ad un sito di riconoscimento sul DNA, favorendo in tal modo il legame della RNA polimerasi al promotore e, conseguentemente, la trascrizione dei geni strutturali.

## Esempi in medicina
L'induzione enzimatica, in medicina, è un effetto indesiderato di un farmaco che altera o la propria farmacocinetica o quella di altri farmaci, che vengono contemporaneamente assunti. Nel primo caso, si parla più propriamente di autoinduzione enzimatica, la quale è caratteristica di farmaci come la carbamazepina o l’artemisinina. L'induzione enzimatica può comportare sostanzialmente due effetti: l’efficacia di un farmaco può essere compromessa o persino persa completamente, a causa della sua più rapida biotrasformazione, oppure si può assistere alla formazione di metaboliti tossici o comunque indesiderati. 
L'induzione enzimatica avviene più frequentemente nel fegato, tuttavia, può anche riguardare altri organi quali intestino, placenta o polmoni. 
Gli enzimi affetti da induzione enzimatica, tipicamente, sono quelli che si occupano del metabolismo dei farmaci. Ne sono esempi i citocromi P-450, le idrolasi degli epossidi o le glutatione S-transferasi. Invece, alcuni esempi di farmaci che causano induzione enzimatica sono i seguenti: il midozolam, la rifampicina oppure l’omeprazolo.